# Johannes Dierauer
Johannes Dierauer, född 20 mars 1842 i Sankt Gallen, Schweiz, död 14 mars 1920, var en schweizisk historiker. 
Dieraurer blev 1868 lärare i historia vid kantonskolan i Sankt Gallen och 1874 stadsbibliotekarie. Dierauer skrev förutom en rad specialarbeten Geschichte der schweizerischen Eindgenossenschaft (5 band, 1887-1917).